# La Libertad (Zamboanga del Norte)
La Libertad es un municipio de Tercera Clase de la provincia en Zamboanga del Norte, Filipinas. De acuerdo con el censo del 2000, tiene una población de 7419 en 1 617 hogares. 

## Barangays
La Libertad está políticamente subdividido en 13 barangays.
- El Paraíso
- La Unión
- La Victoria
- Mauswagon
- Mercedes
- Nueva Argao
- Nueva Bataán
- Nueva Carcar
- Población
- San José
- Santa Catalina
- Santa Cruz
- Singaran